# Кордобовський Іван Олексійович
Кордобовський Іван Олексійович (24 січня 1868, ? — ?) — полковник ветеринарної служби Дієвої Армії УНР.

## Життєпис
Закінчив Казанський ветеринарний інститут (у 1892 році), працював військовим ветеринаром в Омському військовому окрузі. З 16 серпня 1910 року — ветеринарний лікар 12-го мортирного дивізіону. З 23 липня 1914 року — начальник Київського окружного військово-ветеринарного управління. З 14 червня 1915 року — статський радник.
У 1920 році — ветеринарний лікар залоги міста Вінниця.